# 上海市川沙中学

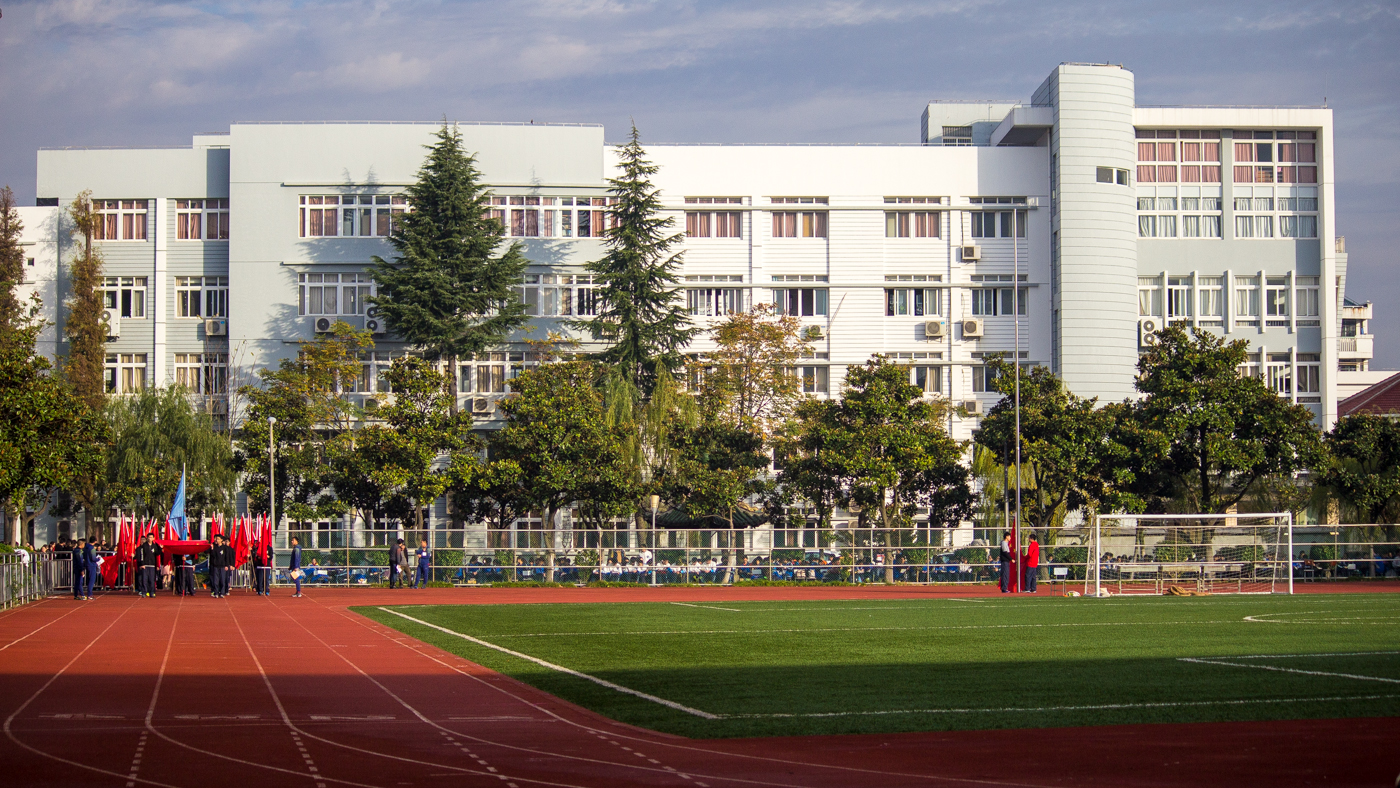
2014年11月27日摄于川沙中学

上海市川沙中学（Shanghai Chuansha High School），经常被简称为川中。位于上海市浦东新区川沙镇新川路324号，前身是民国31年（公元1942年）蔡经纬（字均培，1897年－1980年）在川沙县城厢镇孔庙旧址创办的私立友仁中学。是上海市首批重点中学，现为上海市实验性示范性高中。

## 学校历史
- 1942年春，蔡经纬创办私立友仁中学。
- 1944年春，并入私立川光小学增设的一个初中班，改名为私立铁沙初级中学。
- 1946年，与私立中山中学（1943年创办）合并后，改为公立，称川沙县立初级中学。
- 1950年秋，增设高中部，改名为川沙县中学。
- 1959年，川沙县划归上海市，学校升格为县重点中学。
- 1966年至1976年“文化大革命”期间，改属城镇公社、城厢镇管理。
- 1978年，恢复为县重点中学。
- 1988年起，停招初中新生。
- 1993年，川沙地区划归浦东新区，成为区重点中学。
- 2011年, 成为上海市实验性示范性高级中学。
- 2021年，位于营洪路481号的川沙中学新校区启用。
- 2022年，开办川沙中学友仁分校。[2]
- 2024年，作为华东理工大学附属浦东科技高级中学开办支持主体，与其同在一个校区内办学。

## 学校现状
学校有高中三个年级38个教学班，其中8个内地新疆班，总计近1700名学生。在全校120多名教师，高级教师和硕士生近50人。学校建有千兆校园网，所有教室都配备了多媒体视频展示系统。学校有近3500平方米的体育馆、塑胶田径场和多个全塑胶篮球场。学校学生宿舍楼可供200多名学生住宿，有空调、卫生间和浴室。并设有新疆班，常年接待新疆学生。

## 学校荣誉
上海市文明单位（已连续七届十四年）、全国十佳校园文化建设创新学校、上海市中小学行为规范示范校、上海市教育科研先进集体、上海市体育传统项目学校、上海市安全文明校园、上海市花园单位、上海市中小学示范图书馆、上海市优秀中学生志愿者服务队、上海市语言文字示范学校、浦东新区教育科研先进集体、浦东新区科技教育特色学校、浦东新区艺术教育特色学校、浦东新区绿色学校、浦东新区法制教育先进集体、浦东新区“红旗示范团组织”等。
曾获得：全国及上海市德育先进集体、全国及上海市体育工作先进集体等荣誉称号。

## 历任校长
| 姓名             | 在任时期        | 职位                     |
| ---------------- | --------------- | ------------------------ |
| 蔡经纬（创始人） | 1942.2-1944.1   | 私立友仁中学校长         |
| 朱有福           | 1944.2-1946.1   | 私立铁沙初级中学校长     |
| 陆容庵           | 1946.2-1946.8   | 川沙县立初级中学校长     |
| 沈敬之           | 1946.9-1948.8   | 川沙县立初级中学校长     |
| 苏奎炳           | 1948.9-1949.1   | 川沙县立初级中学校长     |
| 曹 植            | 1949.2-1949.5   | 川沙县立初级中学校长     |
| 朱慰椿           | 1943.9-1946.1   | 私立中山中学校长         |
| 牟益民           | 1950.8-1954.5   | 川沙县中学校长           |
| 徐锡淇           | 1950.8-1955.1   | 主持川沙县中学校务工作   |
| 乔鼎人           | 1955.2-1965.10  | 川沙县中学校长           |
| 张 诚            | 1965.10-1967.10 | 川沙县中学校长           |
| 张文林           | 1970.1-1972.10  | 川沙县中学革命委员会主任 |
| 王听浩           | 1972.11-1978.2  | 川沙县中学革命委员会主任 |
| 朱 依            | 1978.3-1981.7   | 校长                     |
| 顾点龙           | 1981.8-1983.2   | 校长                     |
| 周觉先           | 1983.3-1984.1   | 校长                     |
| 闵德铃           | 1984.2-1987.8   | 校长                     |
| 周觉先           | 1987.9-1988.8   | 校长                     |
| 吴秀国           | 1988.9-2002.9   | 上海市川沙中学校长       |
| 陈忠新           | 2002.10-2019.3  | 上海市川沙中学校长       |
| 王珏             | 2019.3 至今     | 上海市川沙中学校长       |